# 1210 dans les croisades

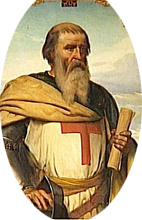
Jean de Brienne

Cette page regroupe les évènements concernant les Croisades qui sont survenus en 1210 :
- 28 janvier : Léon II d'Arménie épouse Sibylle de Lusignan, fille d'Amaury II de Lusignan, roi de Chypre[1].
- 22 juillet : prise de Minerve par Simon IV de Montfort[2].
- 13 septembre : Jean de Brienne arrive à Saint-Jean-d'Acre[3].
- 14 septembre : Jean de Brienne épouse Marie de Montferrat, reine de Jérusalem[4].
- 3 octobre : Jean de Brienne et Marie de Montferrat sont sacrés roi et reine de Jérusalem à Tyr[3].
- 22 novembre : prise de Termes par Simon IV de Montfort[2].
- Léon II, prince de l'Arménie cilicienne épouse Sibylle de Lusignan, fille d'Amaury II de Lusignan, roi de Chypre[5].
- majorité d'Hugues Ier, roi de Chypre, qui disgracie Gautier de Montbéliard[5].
- Mort de Guillaume de Champlitte, prince de Morée. Après avoir écarté ses héritiers, Geoffroy Ier de Villehardouin lui succède[5].